# Coeriana crenulata
Coeriana crenulata là một loài bướm đêm trong họ Noctuidae.